# Zespół Pieśni i Tańca Uniwersytetu Przyrodniczego w Lublinie „Jawor”
Zespół Pieśni i Tańca Uniwersytetu Przyrodniczego w Lublinie „Jawor” - reprezentacyjna grupa folklorystyczna jednej z ważniejszych uczelni na terenie Lublina. Istnieje od 1960 roku. Jest grupą tańczących, śpiewających i grających studentów oraz absolwentów Uniwersytetu Przyrodniczego, a także innych lubelskich uczelni, oraz osób niebędących studentami. Dał ponad 4000 koncertów, w ponad 50 krajach, prezentując polski folklor z rejonów: lubelskiego, Powiśla Lubelskiego, chełmskiego, rzeszowskiego, podlaskiego, krakowskiego, sądeckiego, żywieckiego, łowickiego, kurpiowskiego, opoczyńskiego, kaszubskiego, wielkopolskiego, śląskiego, spiskiego, cieszyńskiego, a także takie tańce jak: oberek, kujawiak, krakowiak, mazury i tańce starowarszawskie.